# Holes (Passenger)
"Holes" is een nummer van de Britse singer-songwriter Passenger. Het nummer verscheen op zijn album All the Little Lights uit 2012. Op 15 februari 2013 werd het nummer uitgebracht als de derde en laatste single van het album.

## Achtergrond
"Holes" is geschreven door Mike Rosenberg, de echte naam van Passenger, en geproduceerd door Rosenberg en Chris Vallejo. Het werd uitgebracht als opvolger van de wereldwijde nummer 1-hit "Let Her Go". De single behaalde de eerste hitnoteringen in Nederland, waar het tot plaats 34 in de Top 40 en plaats 56 in de Single Top 100 kwam. De Vlaamse Ultratop 50 werd echter niet gehaald; hier bleef het steken op plaats 12 in de "Bubbling Under"-lijst. In navolging van Nederland kwam de single later ook in andere landen de hitlijsten binnen. Onder meer in Ierland en Australië werd de top 20 gehaald. De verkopen vielen in Passengers thuisland het Verenigd Koninkrijk ietwat tegen met een 92e plaats als hoogste notering. Het werd de grootste hit in Slovenië met een zeventiende plaats als hoogste notering.

## Hitnoteringen

### Nederlandse Top 40
| Hitnotering: 16-02-2013 t/m 09-03-2013 | Hitnotering: 16-02-2013 t/m 09-03-2013 | Hitnotering: 16-02-2013 t/m 09-03-2013 | Hitnotering: 16-02-2013 t/m 09-03-2013 | Hitnotering: 16-02-2013 t/m 09-03-2013 | Hitnotering: 16-02-2013 t/m 09-03-2013 |
| Week                                   | 1                                      | 2                                      | 3                                      | 4                                      |                                        |
| -------------------------------------- | -------------------------------------- | -------------------------------------- | -------------------------------------- | -------------------------------------- | -------------------------------------- |
| Positie                                | 39                                     | 38                                     | 34                                     | 35                                     | uit                                    |

### Single Top 100
| Hitnotering week 1 t/m 12: 16-02-2013 t/m 04-05-2013 Hitnotering week 13 t/m 16: 18-05-2013 t/m 08-06-2013 Hitnotering week 17: 22-06-2013 | Hitnotering week 1 t/m 12: 16-02-2013 t/m 04-05-2013 Hitnotering week 13 t/m 16: 18-05-2013 t/m 08-06-2013 Hitnotering week 17: 22-06-2013 | Hitnotering week 1 t/m 12: 16-02-2013 t/m 04-05-2013 Hitnotering week 13 t/m 16: 18-05-2013 t/m 08-06-2013 Hitnotering week 17: 22-06-2013 | Hitnotering week 1 t/m 12: 16-02-2013 t/m 04-05-2013 Hitnotering week 13 t/m 16: 18-05-2013 t/m 08-06-2013 Hitnotering week 17: 22-06-2013 | Hitnotering week 1 t/m 12: 16-02-2013 t/m 04-05-2013 Hitnotering week 13 t/m 16: 18-05-2013 t/m 08-06-2013 Hitnotering week 17: 22-06-2013 | Hitnotering week 1 t/m 12: 16-02-2013 t/m 04-05-2013 Hitnotering week 13 t/m 16: 18-05-2013 t/m 08-06-2013 Hitnotering week 17: 22-06-2013 | Hitnotering week 1 t/m 12: 16-02-2013 t/m 04-05-2013 Hitnotering week 13 t/m 16: 18-05-2013 t/m 08-06-2013 Hitnotering week 17: 22-06-2013 | Hitnotering week 1 t/m 12: 16-02-2013 t/m 04-05-2013 Hitnotering week 13 t/m 16: 18-05-2013 t/m 08-06-2013 Hitnotering week 17: 22-06-2013 | Hitnotering week 1 t/m 12: 16-02-2013 t/m 04-05-2013 Hitnotering week 13 t/m 16: 18-05-2013 t/m 08-06-2013 Hitnotering week 17: 22-06-2013 | Hitnotering week 1 t/m 12: 16-02-2013 t/m 04-05-2013 Hitnotering week 13 t/m 16: 18-05-2013 t/m 08-06-2013 Hitnotering week 17: 22-06-2013 | Hitnotering week 1 t/m 12: 16-02-2013 t/m 04-05-2013 Hitnotering week 13 t/m 16: 18-05-2013 t/m 08-06-2013 Hitnotering week 17: 22-06-2013 | Hitnotering week 1 t/m 12: 16-02-2013 t/m 04-05-2013 Hitnotering week 13 t/m 16: 18-05-2013 t/m 08-06-2013 Hitnotering week 17: 22-06-2013 | Hitnotering week 1 t/m 12: 16-02-2013 t/m 04-05-2013 Hitnotering week 13 t/m 16: 18-05-2013 t/m 08-06-2013 Hitnotering week 17: 22-06-2013 | Hitnotering week 1 t/m 12: 16-02-2013 t/m 04-05-2013 Hitnotering week 13 t/m 16: 18-05-2013 t/m 08-06-2013 Hitnotering week 17: 22-06-2013 | Hitnotering week 1 t/m 12: 16-02-2013 t/m 04-05-2013 Hitnotering week 13 t/m 16: 18-05-2013 t/m 08-06-2013 Hitnotering week 17: 22-06-2013 | Hitnotering week 1 t/m 12: 16-02-2013 t/m 04-05-2013 Hitnotering week 13 t/m 16: 18-05-2013 t/m 08-06-2013 Hitnotering week 17: 22-06-2013 | Hitnotering week 1 t/m 12: 16-02-2013 t/m 04-05-2013 Hitnotering week 13 t/m 16: 18-05-2013 t/m 08-06-2013 Hitnotering week 17: 22-06-2013 | Hitnotering week 1 t/m 12: 16-02-2013 t/m 04-05-2013 Hitnotering week 13 t/m 16: 18-05-2013 t/m 08-06-2013 Hitnotering week 17: 22-06-2013 | Hitnotering week 1 t/m 12: 16-02-2013 t/m 04-05-2013 Hitnotering week 13 t/m 16: 18-05-2013 t/m 08-06-2013 Hitnotering week 17: 22-06-2013 | Hitnotering week 1 t/m 12: 16-02-2013 t/m 04-05-2013 Hitnotering week 13 t/m 16: 18-05-2013 t/m 08-06-2013 Hitnotering week 17: 22-06-2013 | Hitnotering week 1 t/m 12: 16-02-2013 t/m 04-05-2013 Hitnotering week 13 t/m 16: 18-05-2013 t/m 08-06-2013 Hitnotering week 17: 22-06-2013 |
| Week | 1 | 2 | 3 | 4 | 5 | 6 | 7 | 8 | 9 | 10 | 11 | 12 | | 13 | 14 | 15 | 16 | | 17 | |
| --- | --- | --- | --- | --- | --- | --- | --- | --- | --- | --- | --- | --- | --- | --- | --- | --- | --- | --- | --- | --- |
| Positie | 93 | 84 | 64 | 60 | 62 | 56 | 72 | 80 | 79 | 68 | 75 | 77 | uit | 90 | 97 | 91 | 95 | uit | 95 | uit |

### NPO Radio 2 Top 2000
| Nummer met noteringen in de NPO Radio 2 Top 2000 | '14 | '15  | '16  | '17  |
| ------------------------------------------------ | --- | ---- | ---- | ---- |
| Holes                                            | 885 | 1267 | 1399 | 1880 |

1. ↑  Een vetgedrukt getal geeft de hoogste notering aan.
2. ↑  2014 was het eerste jaar met een notering voor dit nummer.
3. ↑  Deze tabel is bijgewerkt tot en met de laatste editie (2024).